# David Alonso
David Alonso Gómez (Madrid, 25 de abril de 2006) é um motociclista hispano-colombiano que atualmente compete na MotoGP (Moto2) pela equipe CFMoto Aspar Team.

## Carreira
Alonso disputou 2 temporadas da European Talent Cup, vencendo a edição de 2020. Um ano depois, venceu a Red Bull MotoGP Rookies Cup com 248 pontos, 37 a mais que o vice, David Muñoz.
Ainda em 2021, fez sua estreia na Moto3 pela equipe GasGas Aspar Team, como substituto do lesionado Sergio García no Grande Prêmio da Emília Romanha, onde terminou em último lugar. Em 2022, disputou o GP de Portugal, desta vez como wildcard e obtendo o 27º lugar na classificação final da prova.
Em 2023, seguiu com a GasGas para disputar sua primeira temporada completa na Moto3, conquistando seu primeiro pódio ao chegar em segundo lugar no Grande Prêmio da Espanha e venceu pela primeira vez na Grã-Bretanha. Após obter outros 6 pódios (3 vitórias e 3 segundos lugares), Alonso terminou o campeonato em terceiro lugar, com 245 pontos. Na temporada 2024, venceu 14 dos 20 GPs (batendo um recorde pertencente a Marc Márquez, contabilizando as 3 categorias da MotoGP), além de um segundo lugar na Grã-Bretanha, fechando o campeonato com 421 pontos, 165 a mais em relação ao vice-campeão Daniel Holgado, sendo promovido à Moto2.